# Jürgen Richter (Manager, 1956)
Jürgen Richter (* 24. September 1956 in Berlin) ist ein ehemaliger deutscher AWO-Funktionär. Er war von 1993 bis Ende 2019  Geschäftsführer der Arbeiterwohlfahrt in Frankfurt.

## Leben
Jürgen Eugen Otto Richter wurde am 24. September 1956 in Berlin geboren. Er kam nach eigenen Angaben 1966 nach Wiesbaden und besuchte dort die  Oranienschule, ein Gymnasium, auf dem er Schulsprecher wurde. Später war er nach eigenen Angaben Stadtschulsprecher und schließlich stellvertretender Landesschulsprecher in Hessen. Er studierte an der Fachhochschule Wiesbaden mit einem Abschluss als Diplom-Sozialpädagoge (FH). Er war Vorsitzender des Wiesbadener Ortsverbands der  Sozialistischen Jugend Deutschlands – Die Falken. 1978 heiratete er seine Frau Hannelore (* 7. Mai 1959 in Wiesbaden).
Richter engagiert sich seit den 90er Jahren in der Jüdischen Gemeinde Wiesbaden und gehörte deren Vorstand an. Für den Landesverband der Jüdischen Gemeinden in Hessen ließ er sich 2012 in den Vorsitz der Liga der Freien Wohlfahrtspflege in Hessen entsenden. Seit 1973 und wieder seit 1978 ist Richter Mitglied der SPD.

## Karriere
Richter wurde 1982 Mitglied der Arbeiterwohlfahrt und gehörte seit 1985 deren Kreisvorstand an. 1993 wurde er Geschäftsführer des AWO-Kreisverbandes Frankfurt am Main. Nach Bekanntwerden der Vorwürfe rund um den Frankfurter AWO-Kreisverband trat Richter im Dezember 2019 als Geschäftsführer zurück; im Januar 2020 kündigte ihm der AWO-Kreisverband fristlos und stellte die Zahlung seiner Bezüge ein. Richters Klage gegen die Kündigung und die Einstellung der Gehaltszahlungen scheiterte letztinstanzlich am 23. Oktober 2021 vor dem Bundesarbeitsgericht.

## AWO-Korruptionsaffäre in Frankfurt
(siehe auch: AWO-Betrugs- und Untreueverdachtsfälle in Hessen)
Im November 2019 berichtete die hessenschau, dass die damalige Ehefrau des Frankfurter Oberbürgermeisters Peter Feldmann (SPD), Zübeyde Temizel, in ihrer Position als Leiterin einer AWO-Kita ein überzogenes Gehalt bezogen und einen Dienstwagen gestellt bekommen haben sollte. Feldmann selbst, der während seines Wahlkampfs bei der AWO angestellt war, soll von der AWO eingeworbene Wahlkampfspenden erhalten haben. Ein Verfahren wegen dieser Vorgänge führte im Mai 2022 zu einer Anklage gegen Feldmann.
In der Folge wurde bekannt, dass AWO-Funktionäre in Frankfurt und Wiesbaden annähernd sechsstellige Jahresgehälter bezogen, Richter selbst soll eine Dienstwagenpauschale von monatlich 4.500 Euro bezogen haben. In Medienberichten wurden auch Unstimmigkeiten um zwei Unterkünfte für Asylbewerber bekannt, die die AWO von 2016 bis 2018 im Auftrag der Stadt Frankfurt betrieben hatte. Das Sozialdezernat der Stadt war auf Unregelmäßigkeiten aufmerksam geworden. Der Vorgang war durch ein anonymes Schreiben an die Frankfurter Neue Presse öffentlich geworden.
Das Frankfurter Landgericht verurteilte Feldmann am 23. Dezember 2022 wegen Vorteilsannahme zu einer Geldstrafe von 21.000 Euro, er gilt damit als vorbestraft. Zusätzlich muss er einen Wertersatz in Höhe von knapp 6.000 Euro zahlen sowie die Verfahrenskosten tragen. Feldmanns Ehefrau darf nach einer während ihres Klageverfahrens von der AWO zurückgenommenen Kündigung weiterhin als stellvertretende Kitaleiterin für die Organisation tätig sein.
Im Oktober 2023 verurteilte das Hessische Landesarbeitsgericht Richter zur Zahlung von 1,8 Millionen Euro an die Arbeiterwohlfahrt.

## Doktorgrad
Richter gibt an, 1992 einen Doktorgrad der Theologie (doctor of divinity) an einer US-Universität erworben zu haben und diesen, nach einer Behördenprüfung in Deutschland 1993, ordnungsgemäß zu führen. Er weigerte sich in einem Gerichtsverfahren wegen unberechtigten Führens eines akademischen Grads, diese Doktorarbeit vorzulegen. Richters Anwalt begründete dies mit dem Recht von Angeklagten, sich nicht belasten zu müssen, und mit einer befürchteten Skandalisierung der Doktorarbeit durch Medien. Er nannte als Titel „Die Bedeutung der Religion im Leben älterer jüdischer Menschen“.
Wegen unberechtigten Führens eines Doktorgrads wurde Richter am 10. Mai 2022 vom Amtsgericht Frankfurt am Main zu einer Geldstrafe in Höhe von 100 Tagessätzen verurteilt. Das Gericht konnte keine Belege erkennen, die Richters Behauptungen stützten (Az. 7730 Js 210884/20).